# بازیکن آزاد (فیلم)
بازیکن آزاد (به انگلیسی: Undrafted) یک فیلم آمریکایی کمدی-درام و ورزشی به کارگردانی و نویسندگی جوزف مازلو محصول سال ۲۰۱۶ است. این فیلم اولین تجربه کارگردانی جوزف مازلو است، داستان این فیلم بر اساس زندگی واقعی برادر مازلو است.

## داستان
دوازده تیم گروهی، بازی بیسبال داخلی را در تابستان بی معنایشان بازی می‌کنند. با تمام شدن تابستان این بازی‌ها تبدیل به مهم‌ترین بازی‌های زندگیشان می‌شود.

## بازیگران
- جوزف مازلو در نقش پت موری
- آرون تویت در نقش جان «ماز» مازلو
- تایلر هوچلین در نقش جاناتان «دلز» دلامونیکا
- چیس کرافورد در نقش آرتور بارون
- فیلیپ وینچستر در نقش فاتچ
- جیم بلوشی در نقش جوی
- مت بوشل در نقش دیوید استین
- مایکل فیشمن در نقش آنتونلی